# Santana (Apfel)

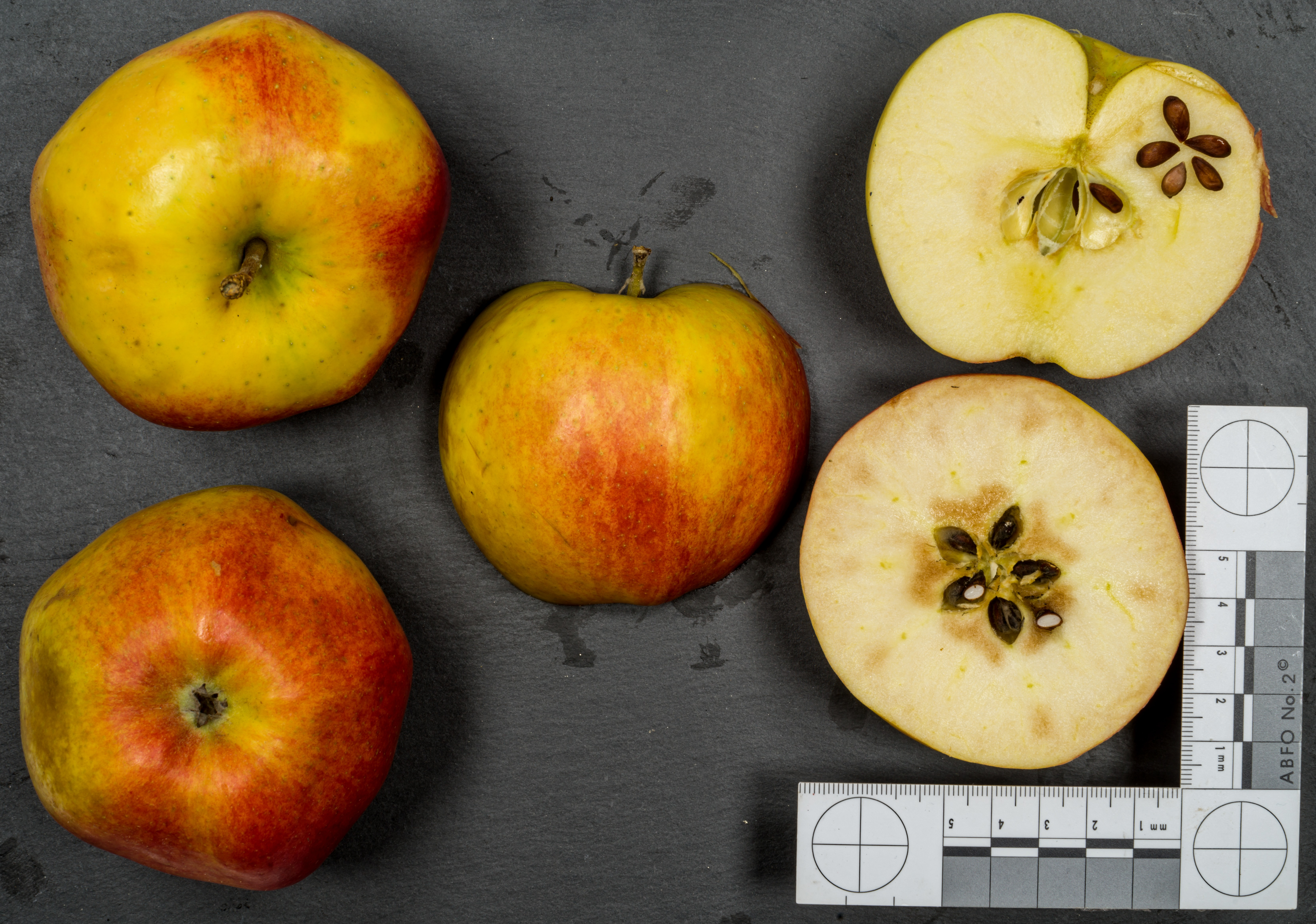
Ansicht und Querschnitte

Santana ist eine Sorte des Kulturapfels (Malus domestica). Sie wurde 1978 in der Versuchsstation Wageningen (Niederlande) gezüchtet und ist eine Kreuzung von Elstar und Priscilla. Santana entstammt einem Zuchtprogramm mit dem Japanischen Wildapfel (Malus floribunda) und ist speziell auf Resistenz gegen den Apfelschorf gezüchtet. Santana ist seit 1996 im Handel und es besteht seit 1998 ein EU-Sortenschutz.

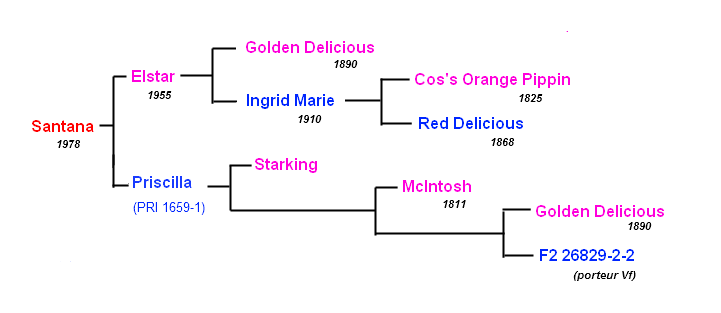
Stammbaum der Sorte 'Santana'

## Beschreibung
Santana ist mittelgroß bis groß. Die Grundfarbe der Schale ist gelbgrün bis grün, auf der Sonnenseite ist sie kräftig rot gefärbt. Je nach individuellem Apfel ist diese Färbung marmoriert bis durchgehend flächig.
Der Baum selbst wächst stark.

## Anbau
Santana ist hoch anfällig für Mehltau, hat aber eine gewisse Toleranz gegenüber Obstbaumkrebs.
Zufällig entdeckte man an der landwirtschaftlichen Fakultät der Universität Wageningen, dass Santana bei Apfelallergikern weniger oder keine Reaktionen auslöst.